# Dněprovskij (Adygejsko)
Dněprovskij je osada v Giaginském rajónu Adygejské republiky Ruské federace. Je součástí Sergijevského vesnického okresu.
Nachází se v jihovýchodní části Giaginského rajónu, na pravém břehu řeky Gačuča. Je vzdálena 6 km jihozápadně od vesnice Sergijevskoje, 36 km jihovýchodně od stanice Giaginskaja a 24 km severovýchodně od Majkopu.